# Fusion de communes en Suisse
Pour les articles homonymes, voir Fusion de communes.
Dans l'État fédéral qu'est la Suisse, la fusion des communes est un phénomène qui s'inscrit dans une historicité différenciée selon les cantons.
Après avoir connu un quadrillage communal stable durant 150 ans, la dynamique des fusions de communes dans le pays, d'abord inégale et confidentielle jusqu'à la fin du XXe siècle, est devenue particulièrement active depuis deux décennies. Alors qu'il comptait 3203 communes en 1848, ce nombre est passé à 2 136 au 1er janvier 2023.
Les fusions suscitent des débats nombreux et variés : capacités financières, considérations identitaires, institutions démocratiques, toponymie de la nouvelle commune….
Principalement motivée par les dispositifs financiers et constitutionnels incitatifs que certains cantons ont mis en place, la fusion trouve ses arguments dans la mise en cohérence des politiques publique sur le modèle de la Nouvelle Gestion Publique (NGP), l'inadéquation des territoires, la concurrence économique entre les régions, la professionnalisation nécessaire de l'administration communale, la lutte contre la crise des vocations politiques municipales, ou encore, les économies d'échelle visées par une taille critique à obtenir ou par la mutualisation des moyens techniques.
Ces arguments, soutenus par le volontarisme actif des autorités, sont régulièrement contestés par les oppositions locales qui se manifestent plus ou moins ouvertement,,. Celles-ci répondent en mettant en avant des fusions « imposées d'en-haut », outils favorisant un pouvoir de plus en plus éloigné des citoyens, ou le leurre financier qu'elles représentent et l'imposition d'un modèle de société de plus en plus urbanisé.
Il existe trois types de fusions :
- la fusion simple : deux ou plusieurs communes se dissolvent pour former une nouvelle entité.
- l'absorption : une commune en assimile une autre qui cesse de fait d'exister.
- l'absorption partielle : dissolution ou démembrement d'une commune et répartition de l'ancien territoire communal sur deux voire plusieurs communes voisines (ces cas sont toutefois très rares).

## Évolution des fusions en Suisse romande
Au départ autoritaire, mais encore ponctuelle, l'obligation à la fusion de communes a très vite fait place à l'encouragement par la mise en place de lois et d'incitations financières dont le canton de Fribourg a été l'un des pionniers par l'action de son conseiller d'État, Pascal Corminboeuf. Ces incitations sont devenues une constante des politiques cantonales en matière institutionnelle.

## Par cantons[15]

### Berne (Jura bernois)
Dans le canton de Berne, la loi sur l'encouragement des fusions de communes (LFCo) du 25.11.2004 encourage les fusions volontaires de communes municipales et de communes mixtes ainsi que de paroisses par l'octroi d'une aide financière.

### Fribourg
Au sortir des trente glorieuses, le territoire cantonal est atomisé en un chapelet de micro-communes « aux ressources trop modestes pour financer leurs investissements ». Après le rejet par le peuple d'une loi sur les fusions obligatoires, le gouvernement cantonal opte pour les fusions volontaires et intègre des dispositions dans ce sens dans la loi sur les communes en 1980. Encouragé par de premiers succès, le Grand Conseil adopte en 2010 la loi relative à l’Encouragement des Fusions de Communes (LEFC) qui lance véritablement les fusions par l'obligation faite à tous les Préfets de présenter un plan de fusion pour les communes de leur district.

### Genève
Historiquement, Genève est le canton ayant connu le plus de scissions de communes, durant le XIXe siècle. À Genève, le processus de fusions moderne n'a pas encore démarré. Une loi sur les fusions a été créée en 2016, mais les incitations contenues dans cette loi sont insuffisantes pour que les communes puissent l'utiliser efficacement.
Depuis la création du canton, une seule fusion de communes a eu lieu, en 1931.
| Entrée en vigueur (date) | Anciennes communes                                        | Nouvelles communes |
| ------------------------ | --------------------------------------------------------- | ------------------ |
| 1er janvier 1931         | Genève + Le Petit-Saconnex + Les Eaux-Vives + Plainpalais | Genève             |

### Jura
Entré en souveraineté en 1979, le canton du Jura a d'emblée mentionné l’encouragement de la fusion de communes dans sa constitution, mais après quelques échecs retentissants (Franches-Montagnes notamment), le processus a plus de peine à se concrétiser que dans d’autres cantons.

### Neuchâtel
En matière de fusions de communes, le canton de Neuchâtel est le canton des records. Par le nombre de communes fusionnées (15), Val-de-Ruz détient le record romand de toutes les fusions. Par l'ambition affichée par les autorités en 2013 de diminuer le nombre de communes à 10, Neuchâtel se montre le plus déterminé sur ce point.
Entre 2008 et 2025, le canton de Neuchâtel est passé de 62 communes à 27 communes.

### Vaud
Pas moins de 25 projets de fusions ont abouti depuis 2003 dans le canton de Vaud. Il comptait alors 382 communes contre 300 en 2025. Mais plusieurs décisions négatives sont tombées ces dernières années. On pourrait y voir une volonté de mettre un terme à ce que certains nomment la « fusionite ». Mais après ce coup d'arrêt, les autorités cantonales parlent de relancer les fusions de communes en augmentant l'incitation financière destinée aux candidates.

### Valais
Un des derniers cantons à avoir pris en main sa réforme institutionnelle, le Valais connaît également, depuis la réussite de la fusion des communes du val d'Anniviers, une vague de candidatures à la fusion qui a notamment déjà vu la création de la commune de Crans-Montana.